# جان هیتون (ورزشکار)
جان هیتون (انگلیسی: John Heaton; ۹ سپتامبر ۱۹۰۸ – ۱۰ سپتامبر ۱۹۷۶)از برندگان مدال‌های بازی‌های المپیک زمستانی اهل ایالات متحده آمریکا بود.